# Leicy Santos
Leicy María Santos Herrera (Santa Cruz de Lorica, Córdoba; 16 de mayo de 1996)es una futbolista colombiana que juega con el Washington Spirit y la Selección femenina de fútbol de Colombia en la posición de Volante. Destacada durante su paso por Santa Fe, que se coronó como campeón en la primera edición de la Liga Profesional Femenina de Fútbol de Colombia en el año 2017. Con el Atlético de Madrid ha ganado una Copa de la Reina y una Supercopa. La cordobesa es una de las futbolistas que ha jugado Selección femenina de fútbol de Colombia en todas sus categorías después de haber estado en la Selección Colombia Sub-17, Selección Colombia Sub-20 y en la Selección Colombia de Mayores.

## Trayectoria

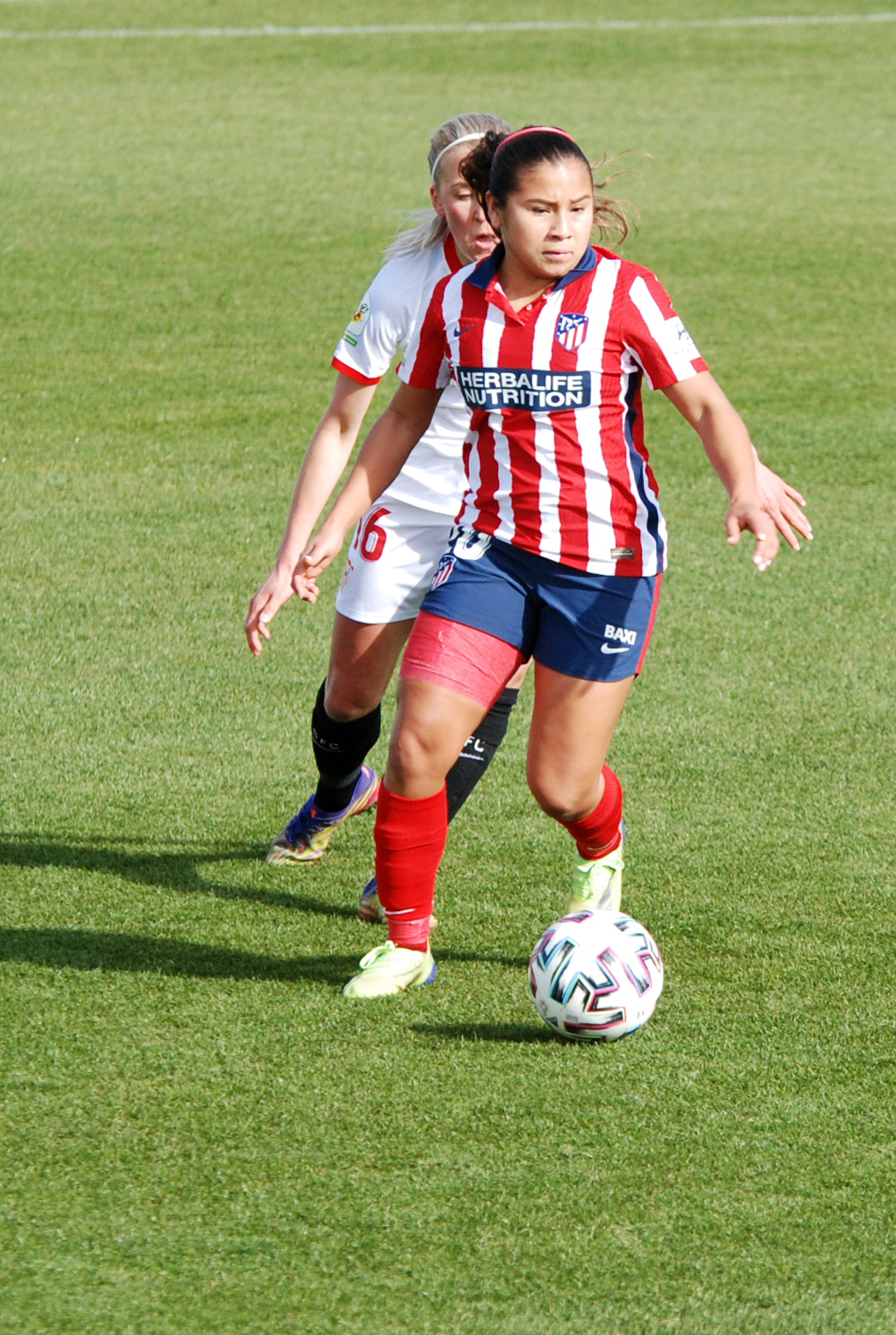
Leicy Santos jugando con el Atlético de Madrid

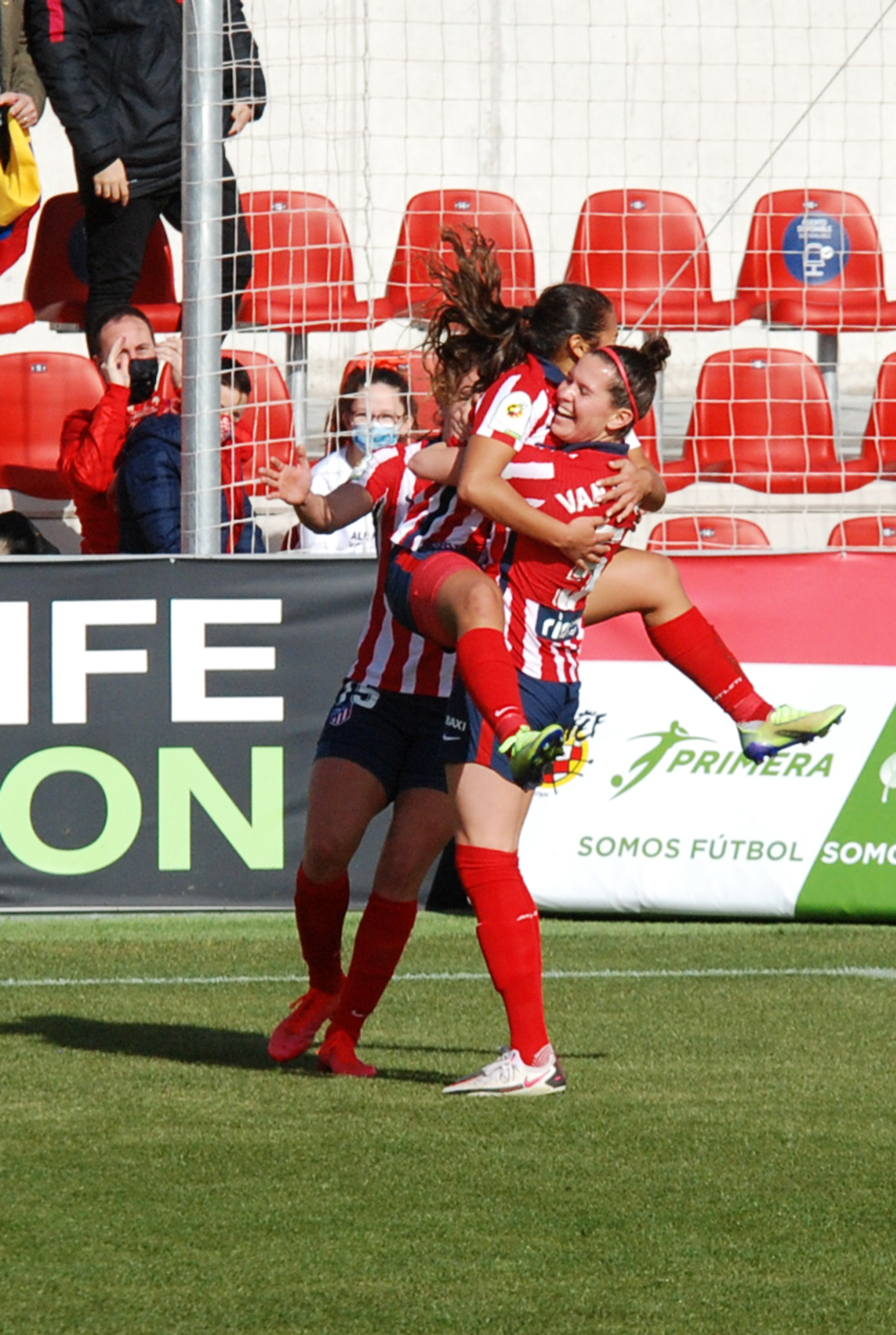
Leicy Santos y Merel van Dongen celebran un gol con el Atlético de Madrid

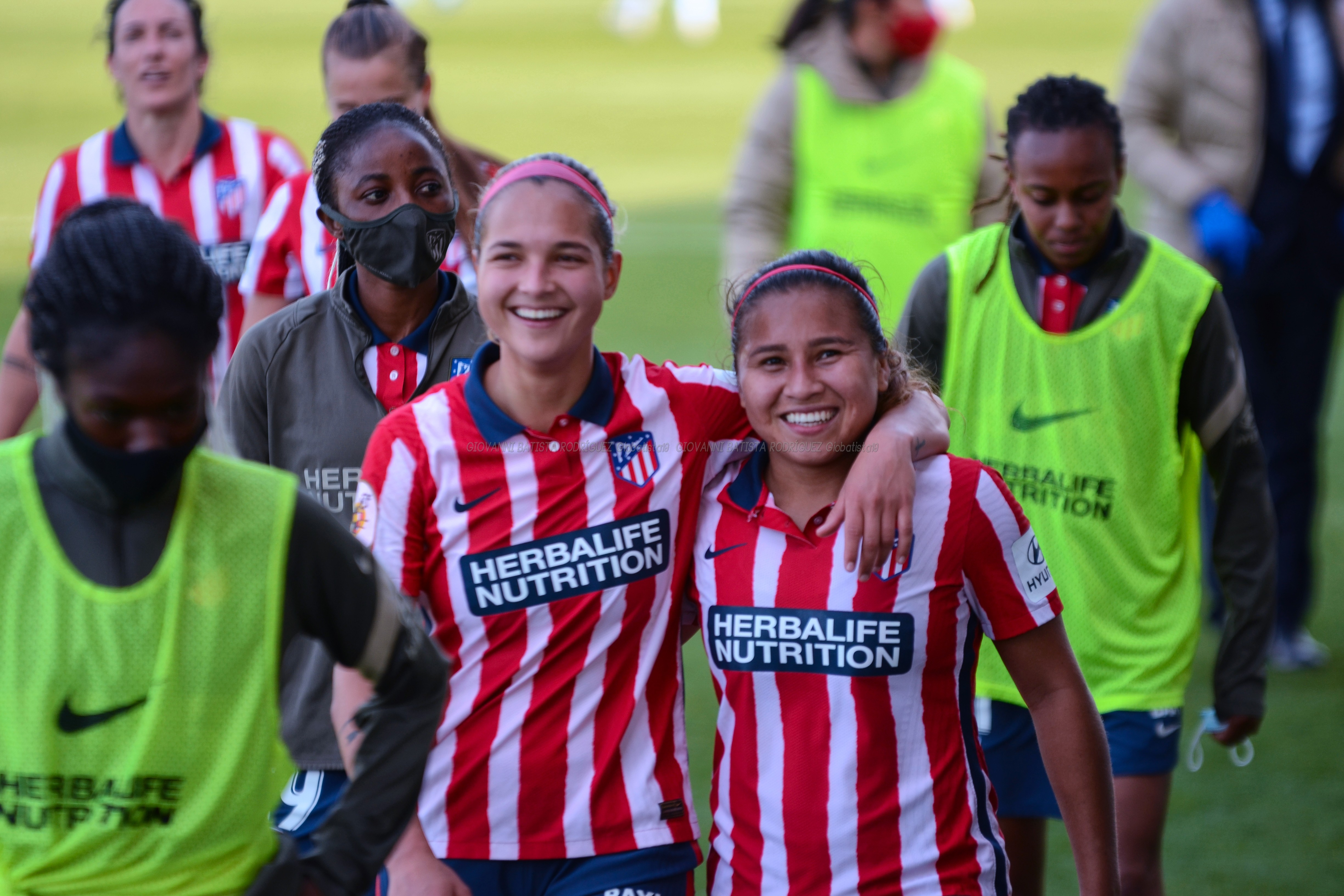
Deyna Castellanos y Leicy Santos con el Atlético de Madrid

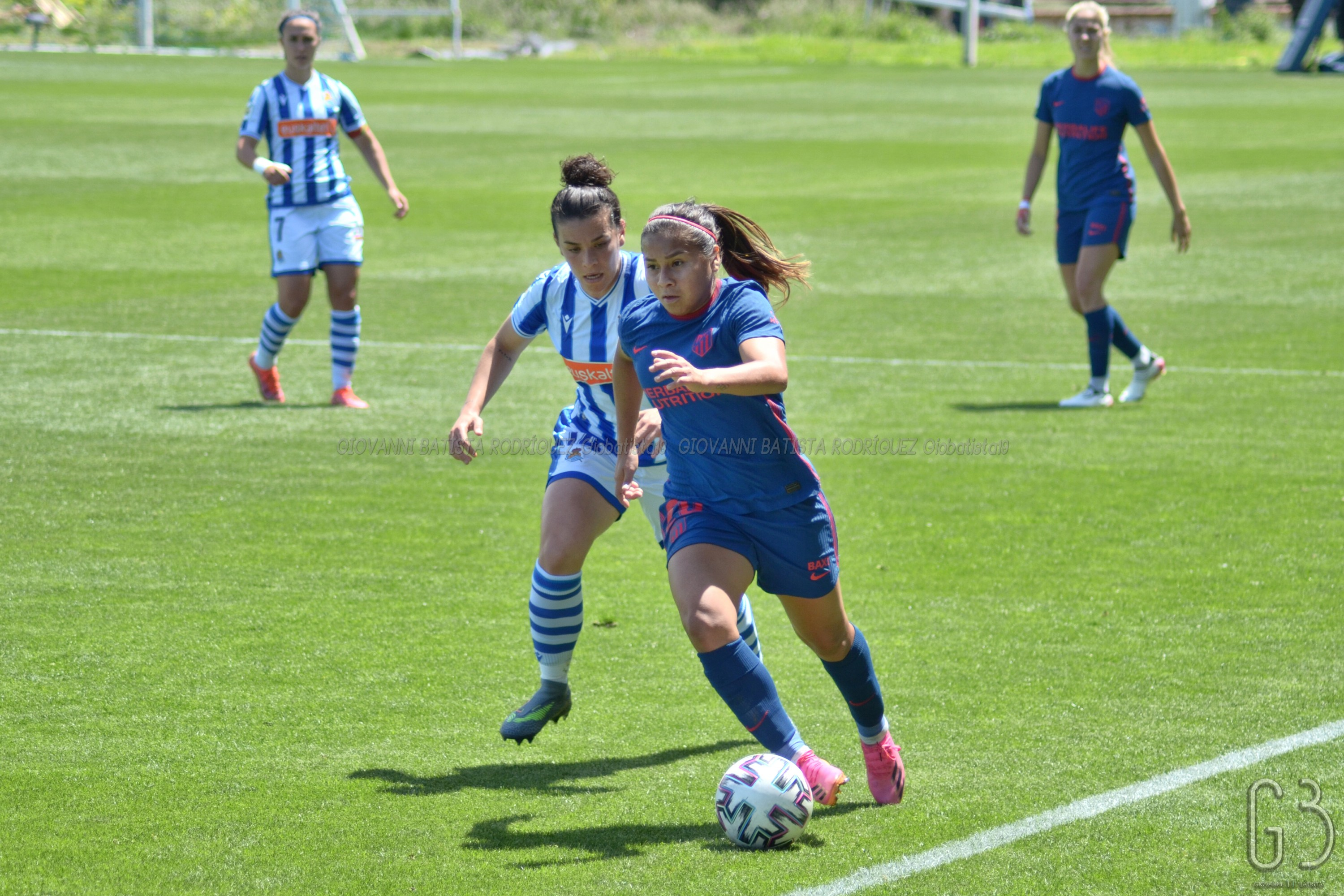
Leicy Santos con el Atlético de Madrid

### Inicios
Leicy Santos nació el 16 de mayo de 1996, en el corregimiento de San Sebastián (coloquialmente conocido como El Pueblo), municipio de Santa Cruz de Lorica, departamento de Córdoba, Colombia; en una familia humilde, desde pequeña jugó al fútbol en las polvorientas canchas de su pueblo, impulsada por su padre Elizaith Santos, quién también fue futbolista y llegó a integrar una Selección Sub-20 de Córdoba. Aunque para jugar, su madre Diana, a la que al principio no le gustaba la idea de que ella jugara fútbol; le exigía que la ayudara con el aseo del hogar, tarea que varias veces olvidaba por jugar fútbol toda la tarde.
Leicy empezó a jugar fútbol desde pequeña, impulsada por su padre, que llegó a integrar una Selección Sub-20 de Córdoba;  pero que no llegó a jugar a nivel profesional. Sus primeros pasos los dio en la cancha de San Sebastián, en su natal Lorica, donde se la pasaba jugando toda la tarde con sus amigos.  También estuvo en una escuela de niños, y jugó Torneos Intercolegiados, donde era la única niña, aunque también jugó microfútbol.  Una tarde, un amigo de su padre la vio jugar, y le dijo que la llevara a Bogotá para probarse en el Club Besser, que buscaba jugadoras.
En 2009 Leicy se fue a Bogotá a hacer unas pruebas con el club Besser, y tras una convocatoria para la Selección Colombia en Barranquilla y el apoyo de amigos y familiares para financiar el viaje el 2 de junio se mudó a Bogotá con César Correa, amigo de su padre. Tras seis meses entrenando pidió a sus padres que la acompañaran en Bogotá. Al principio ella y su familia pasaron varias dificultades, pero su esfuerzo iba dando frutos con el Club Besser. En este equipo se formó con la ayuda del profesor Pedro Rodríguez, que después le abrió la puerta a convocatorias a la Selección Bogotá y a la Selección Colombia Sub-17 gracias a sus grandes actuaciones. Su exitosa etapa como jugadora del Club Besser fue hasta el 2016, después de varios años defendiendo sus colores, de haber destacado, y de haber conseguido el título de los Juegos Bolivarianos en la categoría Sub-21 en el año 2013.
En 2015 jugó en la liga universitaria de Estados Unidos con el Iowa Central Community College, debutando el 26 de septiembre ante el Iowa Western Community College con derrota por 1-0. En su siguiente partido marcó un triplete, y acabaron la temporada como campeonas de conferencia al derrotar al Eastern Florida por 1-0 con una asistencia suya a Tamara Queiroz. En total jugó 11 encuentros en los que marcó 7 goles y dio 3 asistencias.

### Independiente Santa Fe
En el 2016, se anunció la fundación de la Liga Profesional Femenina de Fútbol de Colombia, y por el mismo tiempo el Club Independiente Santa Fe hizo una alianza con el club aficionado femenino Future Soccer de cara a la conformación de un equipo para campeonato profesional, y una vez se formó la alianza Leicy pasó a jugar con la camiseta del Cardenal. El equipo participó en el Campeonato Nacional de Clubes Femenino de la División Aficionada del Fútbol Colombiano, donde logró un invicto de 26 partidos, y logró llegar hasta las semifinales, después de un gran campeonato; donde la cordobesa fue una de las jugadoras más destacadas del equipo. Gracias a sus grandes actuaciones con el equipo bogotano, fue convocada a la Selección Colombia para los Juegos Olímpicos de Río de Janeiro 2016.
Después de haber jugado en los Juegos Olímpicos, regresó a Bogotá, donde se unió temporalmente a Club Deportivo Generaciones Palmiranas para disputar la Copa Libertadores. Debutó en el torneo el 7 de diciembre de 2016 al jugar contra el San Martín de Porres boliviano, con empate a un gol. El 10 de diciembre marcó un triplete en la victoria por 7-0 sobre el Nacional uruguayo. También jugó en el empate ante el Foz Cataratas que permitió al equipo brasileño pasar a la siguiente ronda y eliminó al conjunto colombiano.
Tras este torneo empezó a preparar junto al resto del equipo profesional de Santa Fe la participación en la primera Liga Profesional Femenina de Fútbol de Colombia. El tan ansiado debut para Leicy en el fútbol profesional fue el 19 de febrero del 2017, día en el que Independiente Santa Fe enfrentó a La Equidad, en un partido que terminó 3-0 a favor de las Leonas; pero el día que empezó a demostrar sus grandes condiciones fue en el partido contra el Atlético Huila en el Estadio Nemesio Camacho El Campín, en el que marcó su primer gol, y su primera tripleta en el profesionalismo. En la fase de grupos, el equipo de las Leonas quedó primero del grupo, y pasó a la segunda fase de manera invicta; con Leicy como su principal figura. Sin embargo, el profesor Germán Morales dejó la dirección técnica, y en su reemplazo llegó el exarquero, ídolo, figura y gerente deportivo de la institución Agustín Julio. En la fase de cuartos de final, el equipo bogotano se enfrentó al América de Cali, al que derrotó 1-2 en Cali con un gol de Liana Salazar y otro suyo; y en el partido de vuelta empataron 1-1, en el único compromiso que no ganaron a lo largo del torneo. En las semifinales Santa Fe se enfrentó al Atlético Bucaramanga, en una serie donde Leicy volvió a ser indispensable, ya que después del partido de ida en Bucaramanga, en el que el Cardenal ganó 1-0; en el Estadio Nemesio Camacho El Campín, las Leonas ganaron 3-0 con un gol de Nancy Acosta, otro de Liana Salazar y finalmente uno suyo para sellar el paso del equipo a la final.
En el partido de ida de la final, en la ciudad de Neiva, Santa Fe jugó un gran partido después de darle vuelta al marcador, y ganó 1-2 con un gol de Leicy y otro de la venezolana Oriana Altuve, dando así uno de los últimos pasos para lograr el título. El partido de vuelta, se jugó el sábado 24 de junio en el Estadio Nemesio Camacho El Campín de Bogotá, que estaba totalmente lleno, con una asistencia de 33.327 espectadores, un récord para un partido de fútbol femenino. El equipo bogotano aprovechó la ventaja que ya tenía y la localía, y con un gol de Leicy al minuto 71 de juego, terminó de consagrarse como el primer campeón de la Liga Profesional Femenina de Fútbol de Colombia como lo hizo el equipo masculino en 1948, haciendo al equipo Cardenal el único campeón del Fútbol Profesional Colombiano; con Leicy como una de las grandes figuras del equipo.
Como campeonas nacionales representaron a Colombia en la Copa Libertadores. Vencieron por 9-2 al Club Deportivo ITA boliviano, y Santos anotó uno de los goles. Volvió a marcar en el segundo encuentro contra el Sportivo Limpeño paraguayo, en el que empataron a 2 goles. En el último y definitivo encuentro ante el Corinthians perdieron por 2-1 y cayeron eliminadas.
En 2018 comenzaron la defensa del campeonato con derrota, pero en la segunda jornada se sacaron la espina con una abultada victoria por 10-0, en la que Santos marcó 4 tantos. El equipo fue remontando posiciones y acabó en primera posición del grupo por delante de Patriotas. En los cuartos de final superaron a Cortuluá con goles de Santos en los partidos de ida y de vuelta. En semifinales se adelantaron a domicilio en el partido de ida ante Atlético Nacional, pero las verdolagas empataron desde los 11 metros en el último minuto. En el partido de vuelta un centro de Santos fue rematado en propia puerta por una defensora, pero el Atlético Nacional remontó el partido y con una victoria por 2-3 eliminaron al Santa Fe.
Tras la finalización del campeonato se originó un conflicto entre la Federación Colombiana de Fútbol y las futbolistas debido a denuncias de éstas por abusos sexuales, laborales, y comportamientos homofóbicos y misóginos, a raíz de lo cual se canceló el torneo profesional. Santos fue la portavoz de las jugadoras profesionales en las reuniones con el Gobierno de Colombia y los directivos de los clubes de fútbol, que acordaron la continuidad del campeonato profesional.
En 2019 inició su participación en la liga colombiana con el Santa Fe, pero debido a su convocatoria con la Selección Nacional para disputar los Juegos Panamericanos de Lima y que ya había acordado su traspaso al Atlético de Madrid, sólo alcanzó a jugar dos partidos y en el segundo se celebró un homenaje de despedida en su honor.

### Atlético de Madrid
El 4 de agosto de 2019 el Atlético de Madrid anunció en su web la cesión de Leicy Santos en el club rojiblanco para la temporada 2019-20. Debutó con el Atlético el 7 de septiembre de 2019 con victoria por 0-1 sobre el Sporting de Huelva en el Estadio Nuevo Colombino, sustituyendo a Toni Duggan en la segunda parte. Su primer gol con su nuevo club lo marcó el 26 de octubre de 2019 en San Sebastián, contribuyendo a la victoria por 1-4 sobre la Real Sociedad. Tras empezar la temporada como suplente aprovechó las bajas por lesión de jugadoras como Virginia Torrecilla o Toni Duggan y se hizo con un puesto en el once titular con los distintos entrenadores que pasaron por el club en este año. Jugó 20 partidos de liga y marcó 5 goles y dio una asistencia antes de que se suspendiera con motivo de la pandemia del Covid-19 y quedó subcampeona del torneo. Fue elegida en el once ideal en las jornadas 13 y 21 por el patrocinador del torneo, Iberdrola. Disputó la semifinal la Supercopa en la que cayeron derrotadas por el F. C. Barcelona y el partido de octavos de final de la Copa de la Reina ante el Betis en el que pasaron las sevillanas al vencer en la tanda de penaltis. Dentro de la irregular temporada del equipo Santos fue una de las jugadoras más destacadas y el club decidió ejercer su derecho de compra.
En la temporada 2020-21 empezó siendo suplente los primeros partidos de liga, tras recuperarse de Covid-19 y luego se asentó como titular. En diciembre de 2020 la Agencia EFE la nombró Jugadora Latinoamericana Más Valiosa. El 15 de diciembre de 2020 se convirtió en la primera colombiana en marcar gol en la Liga de Campeones en la vuelta de los dieciseisavos de final ante el Servette, partido que concluyó con victoria rojiblanca por 5-0 y sellando su pase a octavos de final. En enero de 2021 ganaron la Supercopa y fue ganando presencia en el equipo a pesar de los malos resultados en liga. Fue elegida mejor jugadora del equipo de la temporada, además de los meses de abril y mayo.
En la temporada 2021-22 empezó siendo suplente pero según avanzó la temporada fue afianzándose en el once titular y fue elegida mejor jugadora de diciembre. Acabaron la temporada en cuarta posición a un punto de la tercera plaza que daba el último cupo para disputar la Liga de Campeones. Fueron finalistas en la Supercopa, en la que perdieron ante el F. C. Barcelona. En la Copa de la Reina el equipo cayó en octavos de final ante el Sporting de Huelva. La IFFHS la eligió en el equipo del año de la CONMEBOL.
El equipo no fue regular durante la temporada y cambió de técnico, acabando en cuarta posición en liga. Santos arrastró varias lesiones durante la temporada y en la segunda vuelta apenas tuvo participación. En la Copa de la Reina se clasificaron de forma sólida para la final, en la que se enfrentaron al Real Madrid en el Estadio de Butarque de Leganés y Santos no jugó por lesión. El equipo ganó el trofeo en la tanda de penaltis tras remontar un 2-0 adverso en el tiempo de descuento.
En la temporada 2023-24 siguió siendo titular e hizo una buena primera vuelta contribuyendo con varios goles y asistencias. En el mes de enero cayeron eliminadas en la semifinal de la Supercopa y en el mes de febrero tuvieron varios duelos directos en liga en los que no se obtuvieron buenos resultados y se distanciaron de los puestos de cabeza, mientras Santos recaía de sus lesiones musculares. Tras la eliminación de Copa en semifinales y un mal resultado liguero Manolo Cano fue destituido y lo sustituyó el entrenador del segundo filial Arturo Ruiz. Encadenaron varias victorias consecutivas sin que Santos pudiese colaborar hasta las últimas dos jornadas de liga y finalmente lograron el objetivo de clasificarse para la Liga de Campeones tras ser terceras en el campeonato. A final de temporada dejó el club tras cinco temporadas y 140 partidos jugados.

## Convocatorias a selecciones

### Selecciones Juveniles

#### Selección Bogotá y Selección Colombia Sub-17
Con tan solo 13 años fue convocada con la Selección Colombia Sub-17 para disputar los Juegos Suramericanos de 2010, sin embargo debido a la falta de participantes el fútbol femenino fue excluido del campeonato.
Sus buenas actuaciones con el Club Besser hicieron que la llamasen a integrar la Selección Bogotá, con la que tuvo buenas actuaciones, que posteriormente hicieron que fuera de nuevo convocada por la Selección Colombia Sub-17, a la que fue llamada en el 2012 por Felipe Taborda después de un partido amistoso entre la selección y el equipo Besser. Con la Selección Colombia jugó el Sudamericano de Bolivia, donde marcó dos goles ante Chile (3-1), y el gol de consolación ante Brasil (5-1). Lograron el tercer lugar clasificándose para la Copa Mundial de Fútbol de la categoría. A pesar de su juventud Santos fue la capitana del combinado y la Federación la destacó por sus actuaciones.
Fue convocada para disputar el Mundial de Azerbaiyán, en el que jugó los tres partidos como titular y fue destacada como una de las jugadoras claves de la Selección Colombiana por parte de la FIFA, que la definió como «jugadora de buen juego posicional, siempre es un apoyo al que pasarle el esférico; lee el juego con brillantez y distribuye el balón con precisión». En el partido de debut golearon 4-0 a las anfitrionas. Santos dio la asistencia del primer gol. En el segundo y tercer partido de la fase de grupos cayeron ante Canadá (1-0) y Nigeria (3-0), y fueron eliminadas.

#### Selección Colombia Sub-20
Sus buenas actuaciones con la Selección Sub-17, hicieron posible su convocatoria a la Selección Colombia Sub-20 para los Juegos Bolivarianos de 2013. Marcó uno de los goles ante Venezuela, y se proclamaron campeonas del torneo en la tanda de penaltis, en la que Santos marcó el gol definitivo de la tanda.
Jugó el Sudamericano, donde marcó un doblete en el partido de debut ante Uruguay, que acabó con victoria por 3-2. Lograron clasificarse para el cuadrangular final al ser segundas de grupo, y tras perder ante Paraguay y Brasil, y ganar a Bolivia, quedaron en tercer lugar, con lo que no se clasificaron para disputar el Mundial Sub-20.
Tras disputar el Mundial y los Juegos Panamericanos con la selección absoluta fue convocada en noviembre de 2015 para jugar el Campeonato Sudamericano. No jugó los dos primeros partidos ante Ecuador y Bolivia, en los que Colombia empató y ganó respectivamente. Debutó en el tercer encuentro en el que Colombia cayó derrotada por Argentina, y marcó en el último partido ante Uruguay, en el que ganaron por 4-0 y avanzaron a la siguiente fase. En la fase final empataron ante Brasil y Argentina y cayeron derrotadas en el último partido ante Venezuela, con lo que concluyeron en cuarta posición y sin opciones de jugar el Mundial sub-20.

### Selección Colombia de Mayores

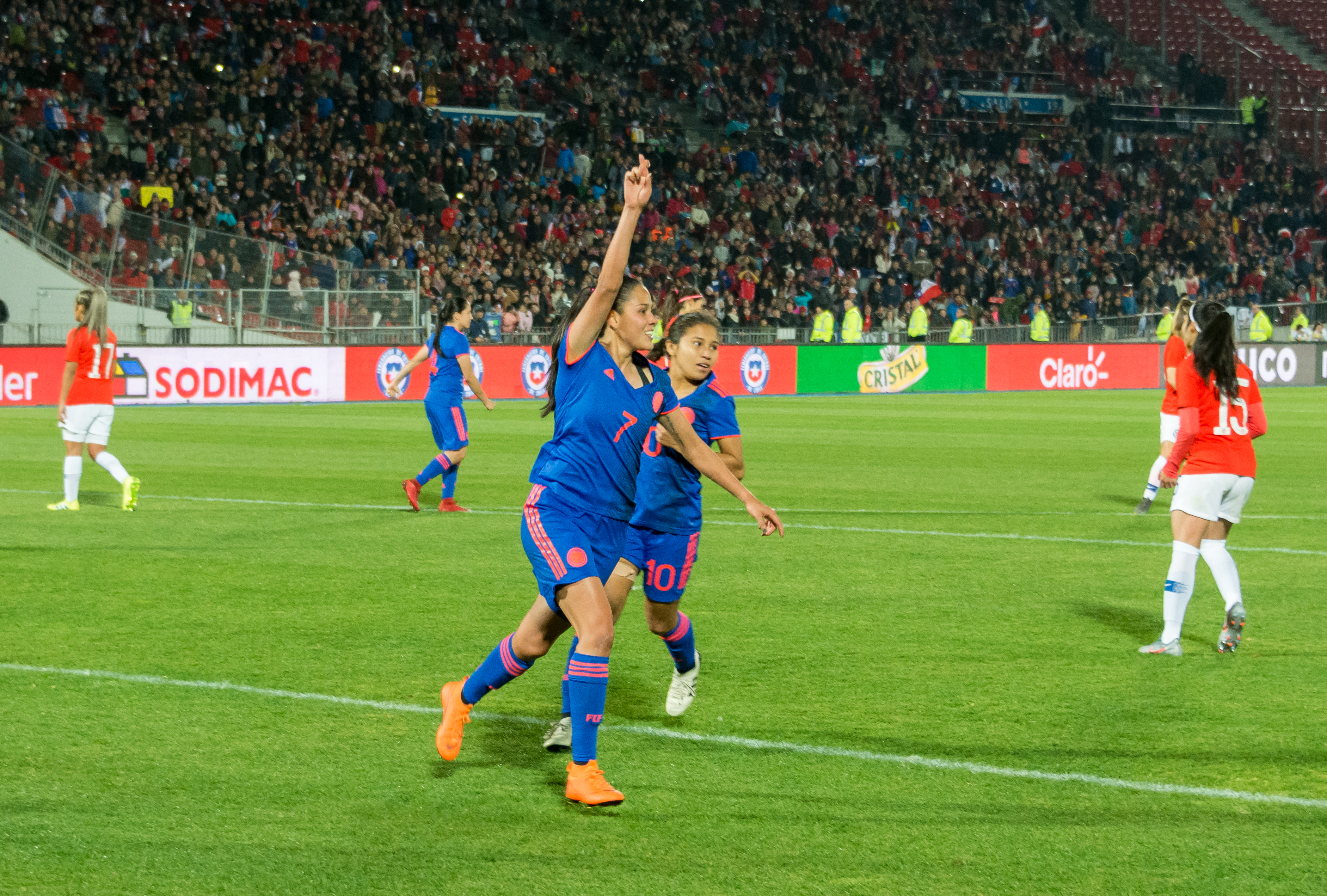
Leicy Santos y Marcela Restrepo jugando la Copa América 2018

#### Inicios
Leicy fue convocada por Felipe Taborda para jugar con la Selección Colombia de Mayores para disputar los Juegos Suramericanos de 2014, en los que Leicy debutó el 8 de marzo ante Venezuela con derrota por 1 a 0. Marcó su primer gol como internacional absoluta en su segundo partido ante Uruguay, con victoria por 3-2. Colombia quedó tercera de su grupo y eliminada del torneo tras caer 2-1 ante Brasil.
Fue convocada para disputar la Copa América de 2014, en la que no fue titular habitual, pero marcó un gol ante Uruguay. Se clasificaron en primer lugar en la primera fase de grupos, y en la fase final, tras empatar con Argentina, vencer a Ecuador y empatar con Brasil quedaron subcampeonas y se clasificaron para el Mundial de 2015.
Un mes después fue convocada para jugar los Juegos Centroamericanos y del Caribe, siendo de nuevo suplente, y participando en la victoria sobre Venezuela en semifinales y en la derrota en la final ante México cuando ya perdían por 2-0.

#### Mundial 2015 y Juegos Olímpicos 2016
Estuvo en la Copa Mundial Femenina de Fútbol de 2015 de Canadá, donde integró la nómina colombiana que logró un empate frente a México por 1-1 y  la histórica victoria 2-0 sobre Francia. Debutó al sustituir a Diana Ospina en el minuto 73 del tercer y último partido de la fase de grupos contra Inglaterra, en un partido donde Colombia perdió 2-1, con una asistencia suya a Lady Andrade al filtrar un balón largo a la espalda de la defensa. También dispuso de unos minutos en los octavos de final en los que cayeron derrotadas por 2-0 por Estados Unidos.
Meses después disputó los Juegos Panamericanos, en los que fue titular en los 5 partidos del campeonato. Debutaron con victoria por 1-0 sobre México, luego empataron a un gol con Trinidad y Tobago y en el último partido de la fase de grupos vencieron por 2-0 a Argentina y se proclamaron campeonas de grupo. En la semifinal se enfrentaron a las anfitrionas, Canadá, y ganaron por 2-0. Fueron medalla de plata al ser derrotadas en la final por Brasil.
En 2016 fue convocada para los Juegos Olímpicos de Río de Janeiro, donde fue la reemplazante de Yoreli Rincón, que se encontraba lesionada. En el torneo Colombia fue eliminado en la primera ronda. Debutaron con derrota por 4-0 ante Francia y luego empataron sin goles contra Argentina. En el partido definitivo empataron a dos contra Estados Unidos.

#### Copa América 2018 y Juegos Panamericanos 2019
En 2018 jugó la Copa América, disputando los 7 encuentros y marcando 2 goles. Fue suplente en el partido inicial ante Uruguay, en el que ganaron por un contundente 7-0. Marcó uno de los goles en el segundo encuentro ante Paraguay, a la que golearon por 5-1. Volvió a ser suplente en el empate a un gol ante Chile, que organizaba el torneo, y volvió a marcar en la victoria por 3-1 sobre Perú. Con 10 puntos quedaron primeras de grupo y Colombia alcanzó la fase final por delante de Chile. En la fase final se adelantaron a Argentina en el primer encuentro en un saque de esquina ejecutado por Santos y rematado por Isabella Echeverri, pero el cuadro albiceleste remontó el encuentro y las vencieron por 3-1. Ante Chile volvió a ser suplente y volvieron a empatar, esta vez a cero. En el último partido ante Brasil fueron derrotadas por 3-0 y quedaron en cuarto lugar. Con este resultado Colombia quedó fuera de la disputa del Mundial de Francia que se disputó al año siguiente. 
En 2019 fue convocada para jugar los Juegos Panamericanos. En el primer encuentro empataron sin goles ante Paraguay. En el segundo partido Santos marcó los dos goles de Colombia para ganar por 2-0 a Jamaica. En el tercer partido de la fase de grupos empataron a dos goles contra México y se clasificaron para disputar las semifinales. Abrió el marcador en la vibrante victoria cafetera por 4-3 sobre Costa Rica. En la final ante Argentina empataron a un gol y el partido se decidió en la tanda de penaltis. Santos fue la encargada de anotar el quinto gol de la tanda para su equipo, que concluyó de nuevo con empate, y no fue hasta el séptimo lanzamiento en el que Colombia se adelantó a Argentina y se proclamó campeona del torneo.

#### Copa América 2022 y Mundial 2023
El 3 de julio de 2022 fue convocada por el técnico Nelson Abadía para la Copa América Femenina 2022 a realizarse en Colombia. fue titular en todos los encuentros. En el partido inaugural lideró a Colombia en la victoria por 4-2 ante Paraguay. El partido estuvo marcado por una protesta de las jugadoras colombianas ante su federación antes del pitido inicial. Santos fue fundamental en tres de los cuatro goles de su equipo, incluyendo una asistencia en el cuarto tanto. En el segundo encuentro ante Bolivia abrió el marcador y dio una asistencia desde el saque de esquina para dar la victoria por 3-0 a las cafeteras, actuación que le valió el premio a mejor jugadora del partido. Volvió a dar la asistencia del primer gol en la victoria por 2-1 sobre Ecuador, sellando matemáticamente su acceso a la fase final del campeonato. Dio otra asistencia en el último encuentro de la fase de grupos se aseguraron la primera plaza al ganar por 4-0 a Chile. Santos fue elegida por el Grupo de Expertos que realizó el Análisis Técnico de la fase de grupos como una de las tres jugadoras más determinantes de su selección. En la semifinal, en la que ganaron por 1-0 a Argentina y lograron la clasificación para el Mundial de 2023 y los Juegos Olímpicos de 2024. En la final perdieron por 1-0 ante Brasil. Dio cinco pases para remate en el partido y sumó así 24 en total durante la Copa América Femenina 2022 más que ninguna otra jugadora de Colombia.
El 4 de julio de 2023 fue convocada para disputar el Mundial. Tras debutar como titular con una victoria ante Corea del Sur (2-0), fue suplente en el segundo encuentro ante Alemania, en el que fue la responsable de lanzar el saque de esquina que dio el gol de la victoria a las colombianas por 2-1 en el tiempo de descuento. En el último partido de la fase de grupos volvió a ser titular en la derrota 1-0 ante Marruecos, resultado que les fue suficiente para pasar a octavos como primeras de grupo. Jugó casi completo el partido contra Jamaica en el que ganaron por 1-0 y avanzaron hasta los cuartos de final. En los cuartos de final, Leicy anotó el primer gol de Colombia para adelantarse en el marcador, pero Inglaterra reaccionó y remontó ganando 1-2, y dejando por fuera a Colombia del mundial.

## Vida privada
Es fundadora de la empresa Cacahuates Colombia y forma parte de la organización Common Goal.

## Estadísticas

### Clubes
Actualizado al último partido jugado el 15 de junio de 2024.
| Club | Div.             | Temporada     | Liga  | Liga  | Liga   | Copas nacionales(1) | Copas nacionales(1) | Copas nacionales(1) | Copas internacionales(2) | Copas internacionales(2) | Copas internacionales(2) | Total | Total | Total  | Media goleadora(3) |
| Club | Div.             | Temporada     | Part. | Goles | Asist. | Part.               | Goles               | Asist.              | Part.                    | Goles                    | Asist.                   | Part. | Goles | Asist. | Media goleadora(3) |
| --- | ---------------- | ------------- | ----- | ----- | ------ | ------------------- | ------------------- | ------------------- | ------------------------ | ------------------------ | ------------------------ | ----- | ----- | ------ | ------------------ |
| Generaciones Palmiranas · Colombia |                  | 2016          | -     | -     | -      | -                   | -                   | -                   | 3                        | 3                        | 0                        | 3     | 3     | 0      | 1,00               |
| Generaciones Palmiranas · Colombia | Total club       | Total club    |       |       |        |                     |                     |                     | 3                        | 3                        | 0                        | 3     | 3     | 0      | 1,00               |
| Independiente Santa Fe · Colombia | 1ª               | 2017          | 16    | 11    | 6      | -                   | -                   | -                   | 3                        | 2                        |                          | 19    | 13    | 6+     | 0,68               |
| Independiente Santa Fe · Colombia | 1ª               | 2018          | 13    | 12    | 6      | -                   | -                   | -                   | -                        | -                        | -                        | 13    | 12    | 6      | 0,92               |
| Independiente Santa Fe · Colombia | 1ª               | 2019          | 2     | 1     | 0      | -                   | -                   | -                   | -                        | -                        | -                        | 2     | 1     | 0      | 0,50               |
| Independiente Santa Fe · Colombia | Total club       | Total club    | 31    | 24    | 12     | -                   | -                   | -                   | 3                        | 2                        | -                        | 34    | 26    | 12     | 0,76               |
| Atlético de Madrid · España | Primera División | 2019-20       | 20    | 5     | 1      | 2                   | 0                   | 0                   | 3                        | 0                        | 0                        | 25    | 5     | 1      | 0,20               |
| Atlético de Madrid · España | Primera División | 2020-21       | 30    | 4     | 3      | 4                   | 0                   | 0                   | 4                        | 1                        | 1                        | 38    | 5     | 4      | 0,14               |
| Atlético de Madrid · España | Primera División | 2021-22       | 29    | 5     | 6      | 3                   | 0                   | 0                   |                          |                          |                          | 32    | 5     | 6      | 0,17               |
| Atlético de Madrid · España | Primera División | 2022-23       | 21    | 1     | 4      | 1                   | 0                   | 0                   |                          |                          |                          | 22    | 1     | 4      | 0,05               |
| Atlético de Madrid · España | Primera División | 2023-24       | 19    | 6     | 3      | 4                   | 0                   | 1                   |                          |                          |                          | 23    | 6     | 3      | 0,26               |
| Atlético de Madrid · España | Total club       | Total club    | 119   | 21    | 17     | 14                  | 0                   | 1                   | 7                        | 1                        | 1                        | 140   | 22    | 19     | 0,16               |
| Total carrera | Total carrera    | Total carrera | 150   | 45    | 29     | 14                  | 0                   | 1                   | 13                       | 6                        | 1                        | 177   | 51    | 31     | 0,29               |
| (1) Incluye datos de la Copa de la Reina y la Supercopa de España. (2) Incluye datos de la Copa Libertadores y Liga de Campeones. (3) No incluye goles en partidos amistosos. |                  |               |       |       |        |                     |                     |                     |                          |                          |                          |       |       |        |                    |

### Selección
Actualizado al último partido jugado el 2 de junio de 2024.
| Selecciones | Año           | Otros Oficiales(4) | Otros Oficiales(4) | Otros Oficiales(4) | Mundial | Mundial | Mundial | Amistosos (5) | Amistosos (5) | Amistosos (5) | Total | Total | Total  | Media goleadora |
| Selecciones | Año           | Part.              | Goles              | Asist.             | Part.   | Goles   | Asist.  | Part.         | Goles         | Asist.        | Part. | Goles | Asist. | Media goleadora |
| --- | ------------- | ------------------ | ------------------ | ------------------ | ------- | ------- | ------- | ------------- | ------------- | ------------- | ----- | ----- | ------ | --------------- |
| Sub-17 | 2012          | 7                  | 3                  |                    | 3       | 0       | 1       |               |               |               | 10    | 3     | 1      | 0,30            |
| Sub-17 | Total         | 7                  | 3                  |                    | 3       | 0       | 1       | 0             | 0             | 0             | 10    | 3     | 1+     | 0,30            |
| Sub-20 | 2013          |                    |                    |                    | -       | -       | -       | 5             | 1             |               | 5     | 1     |        | 0,20            |
| Sub-20 | 2014          | 7                  | 2                  |                    | -       | -       | -       |               |               |               | 7     | 2     |        | 0,28            |
| Sub-20 | 2015          | 5                  | 1                  |                    | -       | -       | -       |               |               |               | 5     | 1     |        | 0,20            |
| Sub-20 | Total         | 12                 | 3                  |                    | 0       | 0       | 0       | 5             | 1             |               | 17    | 4     |        | 0,24            |
| Abs | 2014          | 9                  | 2                  |                    | -       | -       | -       |               |               |               | 9     | 2     |        | 0,22            |
| Abs | 2015          | 5                  | 0                  |                    | 2       | 0       | 1       |               |               |               | 7     | 0     | 1      | 0,00            |
| Abs | 2016          | 3                  | 0                  |                    | -       | -       | -       | 3             | 0             | 0             | 6     | 0     | 0      | 0,00            |
| Abs | 2017          | -                  | -                  | -                  | -       | -       | -       | 2             | 0             | 0             | 2     | 0     | 0      | 0,00            |
| Abs | 2018          | 7                  | 2                  | 1                  | -       | -       | -       | 3             | 0             | 0             | 10    | 2     | 1      | 0,28            |
| Abs | 2019          | 5                  | 3                  | 0                  | -       | -       | -       | 4             | 0             | 0             | 9     | 3     | 0      | 0,33            |
| Abs | 2020          | -                  | -                  | -                  | -       | -       | -       |               |               |               | -     | -     | -      | -               |
| Abs | 2021          | -                  | -                  | -                  | -       | -       | -       | 4             | 1             | 1             | 4     | 1     | 1      | 0.25            |
| Abs | 2022          | 6                  | 1                  | 4                  |         |         |         | 8             | 4             | 1             | 14    | 5     | 5      | 0,37            |
| Abs | 2023          |                    |                    |                    | 5       | 1       | 1       | 4             | 0             | 0             | 9     | 1     | 1      | 0,11            |
| Abs | 2024          |                    |                    |                    |         |         |         | 2             | 0             | 0             | 2     | 0     | 0      | -               |
| Abs | Total         | 35                 | 8                  | 5                  | 7       | 1       | 2       | 29            | 5             | 2             | 72    | 15    | 9      | 0,21            |
| Total carrera | Total carrera | 54                 | 14                 | 5                  | 10      | 1       | 2       | 34+           | 5             | 2             | 99    | 21    | 10+    | 0,23            |
| (4) Se incluyen Juegos Panamericanos, Juegos Sudamericanos, Juegos Centroamericanos y del Caribe y Juegos Olímpicos. No incluye Juegos Bolivarianos. '(5) 'No se incluyen partidos contra clubes' |               |                    |                    |                    |         |         |         |               |               |               |       |       |        |                 |

#### Participaciones en Mundiales
| Competición         | Categoría          | Sede                      | Resultado        | Partidos | Goles |
| ------------------- | ------------------ | ------------------------- | ---------------- | -------- | ----- |
| Mundial Sub-17 2012 | Sub-17             | Azerbaiyán                | Fase de grupos   | 3        | 0     |
| Mundial de 2015     | Selección absoluta | Canadá                    | Octavos de final | 2        | 0     |
| Mundial de 2023     | Selección absoluta | Australia / Nueva Zelanda | Cuartos de final | 5        | 1     |
| Total               | –                  | –                         | –                | 10       | 1     |

#### Participaciones en Juegos Olímpicos
| Competición           | Categoría | Sede    | Resultado        | Partidos | Goles |
| --------------------- | --------- | ------- | ---------------- | -------- | ----- |
| Juegos Olímpicos 2016 | Abs       | Brasil  | Fase de grupos   | 3        | 0     |
| Juegos Olímpicos 2024 | Abs       | Francia | Cuartos de final | 4        | 2     |
| Total                 | –         | –       | –                | 7        | 2     |

#### Participaciones en Copas América
| Competición       | Categoría | Sede     | Resultado     | Partidos | Goles |
| ----------------- | --------- | -------- | ------------- | -------- | ----- |
| Copa América 2014 | Abs.      | Ecuador  | Subcampeonato | 3        | 1     |
| Copa América 2018 | Abs.      | Chile    | Cuarto puesto | 7        | 2     |
| Copa América 2022 | Abs.      | Colombia | Subcampeonato | 6        | 1     |
| Copa América 2025 | Abs.      | Ecuador  | Subcampeonato | 6        | 2     |
| Total             | –         | –        | –             | 21       | 6     |

#### Participaciones en Juegos Panamericanos
| Competición                  | Categoría | Sede   | Resultado        | Partidos | Goles |
| ---------------------------- | --------- | ------ | ---------------- | -------- | ----- |
| Juegos Panamericanos de 2015 | Abs       | Canadá | Medalla de plata | 5        | 0     |
| Juegos Panamericanos de 2019 | Abs       | Perú   | Medalla de oro   | 5        | 3     |
| Total                        | –         | –      | –                | 10       | 3     |

#### Participaciones en Juegos Sudamericanos
| Competición                  | Categoría | Sede  | Resultado      | Partidos | Goles |
| ---------------------------- | --------- | ----- | -------------- | -------- | ----- |
| Juegos Sudamericanos de 2014 | Abs       | Chile | Fase de grupos | 3        | 1     |
| Total                        | –         | –     | –              | 3        | 1     |

#### Participaciones en Juegos Centroamericanos y del Caribe
| Competición                                  | Categoría | Sede   | Resultado   | Partidos | Goles |
| -------------------------------------------- | --------- | ------ | ----------- | -------- | ----- |
| Juegos Centroamericanos y del Caribe de 2014 | Abs       | México | Subcampeona | 3        | 0     |
| Total                                        | –         | –      | –           | 3        | 0     |

#### Participaciones en Juegos Suramericanos
| Competición                  | Categoría | Sede    | Resultado      | Partidos | Goles |
| ---------------------------- | --------- | ------- | -------------- | -------- | ----- |
| Juegos Suramericanos de 2014 | Abs       | Bolivia | Fase de grupos | 3        | 1     |
| Total                        | –         | –       | –              | 3        | 1     |

#### Participaciones en Campeonatos Sudamericanos
| Competición                     | Categoría | Sede    | Resultado         | Partidos | Goles |
| ------------------------------- | --------- | ------- | ----------------- | -------- | ----- |
| Campeonato Sudamericano de 2012 | Sub-17    | Bolivia | Medalla de bronce | 7        | 3     |
| Campeonato Sudamericano de 2014 | Sub-20    | Uruguay | Medalla de bronce | 7        | 2     |
| Campeonato Sudamericano de 2015 | Sub-20    | Brasil  | Medalla de bronce | 5        | 1     |
| Total                           | –         | –       | –                 | 19       | 6     |

#### Goles internacionales
| No. | Fecha                    | Sede                                                          | Rival         | Marcador | Resultado      | Competición              |
| --- | ------------------------ | ------------------------------------------------------------- | ------------- | -------- | -------------- | ------------------------ |
| 1   | 10 de marzo de 2014      | Estadio Bicentenario Municipal de La Florida, Santiago, Chile | Uruguay       | 1–0      | 2–0            | Juegos Suramericanos     |
| 2   | 13 de septiembre de 2014 | Estadio Bellavista, Ambato, Ecuador                           | Uruguay       | 2–0      | 4–0            | Copa América 2014        |
| 3   | 8 de abril de 2018       | Estadio La Portada, La Serena, Chile                          | Paraguay      | 5–0      | 5–1            | Copa América 2018        |
| 4   | 10 de abril de 2018      | Estadio La Portada, La Serena, Chile                          | Perú          | 2–0      | 3–0            | Copa América 2018        |
| 5   | 31 de julio de 2019      | Estadio San Marcos, Lima, Perú                                | Jamaica       | 1–0      | 2–0            | Juegos Panamericanos     |
| 6   | 31 de julio de 2019      | Estadio San Marcos, Lima, Perú                                | Jamaica       | 2–0      | 2–0            | Juegos Panamericanos     |
| 7   | 6 de agosto de 2019      | Estadio San Marcos, Lima, Perú                                | Costa Rica    | 1–0      | 4–3            | Juegos Panamericanos     |
| 8   | 28 de noviembre de 2021  | Estadio Deportivo Cali, Palmira, Colombia                     | Uruguay       | 3–2      | 3–2            | Amistoso internacional   |
| 9   | 9 de abril de 2022       | Estadio Olímpico Pascual Guerrero, Cali, Colombia             | Venezuela     | 1–2      | 2–2            | Amistoso internacional   |
| 10  | 9 de abril de 2022       | Estadio Olímpico Pascual Guerrero, Cali, Colombia             | Venezuela     | 2–2      | 2–2            | Amistoso internacional   |
| 11  | 11 de julio de 2022      | Estadio Olímpico Pascual Guerrero, Cali, Colombia             | Bolivia       | 1–0      | 3–0            | Copa América 2022        |
| 12  | 12 de octubre de 2022    | Estadio Olímpico Pascual Guerrero, Cali, Colombia             | Paraguay      | 3–0      | 4–0            | Amistoso internacional   |
| 13  | 12 de octubre de 2022    | Estadio Olímpico Pascual Guerrero, Cali, Colombia             | Paraguay      | 4–0      | 4–0            | Amistoso internacional   |
| 14  | 12 de agosto de 2023     | Estadio de Australia, Sídney, Australia                       | Inglaterra    | 0–1      | 2–1            | Copa Mundial 2023        |
| 15  | 28 de julio de 2024      | Parc Olympique Lyonnais, Lyon, Francia                        | Nueva Zelanda | 0–2      | 0–2            | Juegos Olímpicos de 2024 |
| 16  | 3 de agosto de 2024      | Parc Olympique Lyonnais, Lyon, Francia                        | España        | 2–0      | 2–2 (2:4 pen.) | Juegos Olímpicos de 2024 |
| 17  | 19 de julio de 2025      | Estadio Gonzalo Pozo Ripalda, Quito, Ecuador                  | Paraguay      | 4–1      | 4–1            | Copa América 2025        |
| 18  | 2 de agosto de 2025      | Estadio Rodrigo Paz Delgado, Quito, Ecuador                   | Brasil        | 4–4      | 4–4 (4:5 pen.) | Copa América 2025        |

## Palmarés

### Torneos nacionales
| Título              | Equipo             | Sede           | Año  |
| ------------------- | ------------------ | -------------- | ---- |
| NJCAA Division I    | Iowa Central       | Estados Unidos | 2015 |
| Liga Colombiana     | Santa Fe           | Colombia       | 2017 |
| Supercopa de España | Atlético de Madrid | España         | 2021 |
| Copa de la Reina    | Atlético de Madrid | España         | 2023 |
| NWSL Challenge Cup  | Washington Spirit  | Estados Unidos | 2025 |

### Torneos internacionales
| Título                               | Equipo                                | Sede | Año  |
| ------------------------------------ | ------------------------------------- | ---- | ---- |
| Juegos Bolivarianos Categoría Sub-21 | Selección femenina de Colombia Sub-20 | Perú | 2013 |
| Juegos Panamericanos                 | Selección femenina de Colombia        | Perú | 2019 |

### Distinciones individuales
| Distinción                                                                          | Año     |
| ----------------------------------------------------------------------------------- | ------- |
| Once Ideal Jornada 13 y 21 de la Primera Iberdrola                                  | 2019-20 |
| Mejor Jugadora Latinoamericana (EFE)                                                | 2020    |
| Jugadora 5 estrellas del Atlético de Madrid de los meses de abril, mayo y diciembre | 2021    |
| Mejor Once de la Conmebol (IFFHS)                                                   | 2020    |
| Jugadora 5 estrellas del Atlético de Madrid de la temporada                         | 2020-21 |
| Mejor Jugadora Colombia-Bolivia de la Copa América                                  | 2022    |
| Mejor Once de la Conmebol (IFFHS)                                                   | 2022    |